# 私は里歌ちゃん
「私は里歌ちゃん」（わたしはりかちゃん）とは、ニャンギラスの楽曲で、1枚目のシングルである。1986年4月1日発売（発売元はワーナー・パイオニア）。

## 解説
アイドルグループおニャン子クラブから輩出された、うしろゆびさされ組に続くグループニャンギラスのデビュー作。里歌とはメンバーの立見里歌のこと。
4月14日付のオリコンチャート1位を獲得した。これには関係者たちも驚いたらしく、メンバーの立見里歌は後に「（同レコード会社から発売された）少年隊のシングル「デカメロン伝説」（これも秋元康作詞）が1位を獲るはずだったのに、とレコード会社の関係者から怒られた」と語ったことがある。しかし、「デカメロン伝説」の初登場は4月7日付（その週の1位は河合その子の「青いスタスィオン」）であり、厳密には当曲が1位を阻止したわけではない。（なお「デカメロン伝説」は翌週も2位だったので「私は里歌ちゃん」が発売されていなかったら1位を獲得していた）
TBS系音楽番組『ザ・ベストテン』では、4月17日放送分で9位に初登場。3週連続でランクイン（9位→9位→8位）した。
立見によれば、秋元に「中森明菜の『DESIRE -情熱-』のような歌を歌いたい」と訴えたところ、出来上がってきたのがこの曲だという。一方秋元は、当時同じ事務所であった見岳章に、「小泉今日子の『なんてったってアイドル』をパクって欲しい」と言って曲を発注したという。

## 収録曲
- 作詞：秋元康

1. 私は里歌ちゃん
  - 作曲・編曲：見岳章
2. 夏が来れば
  - 作曲：都志見隆　編曲：椎名和夫

## 収録作品
CD
- 最初で最後
  - ニャンギラス唯一のオリジナルアルバム。アルバム・ミックスで収録。
- おニャン子クラブA面コレクション Vol.1 (#1)
- おニャン子クラブB面コレクション Vol.1 (#2)
- PANIC THE WORLD Disc.2

DVD
- ザ・バックステージ（あぶな〜い課外授業）
- おニャン子クラブ最終盤（Sailing 夢工場、ファイナルコンサート、夕やけニャンニャン）

## その他
金曜チェック「あなたのプッツン度チェック」でも2回使われたことがある。
1987年、卒業記念SPRINGコンサート「Sailing 夢工場」では既に名越を（卒業で）欠いていたため、樹原・立見・白石の3人編成で同曲を披露した。
1987年9月20日、代々木第一体育館でのおニャン子クラブ解散コンサートに出演し、同曲を披露した。4人揃っての披露は1986年卒業コンサート以来。
1998年頃、フジテレビのキャンペーンCMで「おニャン子クラブ復活?!」というコマーシャルが数パターン流れた。出演は工藤静香であったが、その中でプロデューサーから「平成ニャンギラス、結成しませんか??」と口説かれた工藤が「国生（さゆり）はやるって言ってるの?」と聞き返すバージョンがあった。